# Inis Oírr

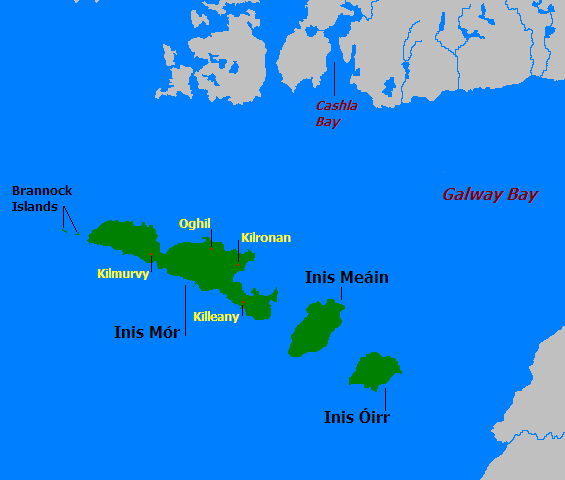
Inis Oírr és la més oriental de les illes Aran

Inis Oírr (també Inis Oirthir «illa de l'est» o Inis Thiar «illa del darrere»; en anglès Inisheer) és una illa d'Irlanda, la més petita de l'arxipèlag de les Illes Aran, al comtat de Galway, a la província de Connacht. La seva població és de 297 habitants. La llengua habitual és el gaèlic irlandès i es troba a la Gaeltacht.
L'illa és comunicada amb ferri amb Ros an Mhíl a Conamara i amb Doolin (Comtat de Clare).

## Toponímia
El nom oficial Inis Oírr, fou posat en ús pel Ordnance Survey Ireland. Pot tractar-se d'un compromís entre el nom tradicional de la zona Inis Thiar i el primer nom oficial Inis Oirthir. No hi ha una paraula irlandesa que correspongui al segon element del nom oficial. Pel que sembla als annals el nom de l'illa sempre conté l'element iarthar o thiar en el sentit «illa del darrere» i no occidental com és el sentit usual de la paraula. La forma Inis Oirthir, usada al segle xvii per l'erudit Ruaidhrí Ó Flaithbheartaigh, sembla haver sorgit de la seva pròpia mala lectura dels annals.

## Geologia i geografia
L'illa és una extensió de The Burren. El sòl de les illes és compost de paviments de pedra calcària amb esquerdaments coneguts com a grikes, deixant roques aïllades anomenades clints.
La pedra calcària data del període Viseà (baix carbonífer), formada com a sediments en un mar tropical fa aproximadament 350 milions d'anys, i es comprimeixen en estrats horitzontals amb fòssils corals, crinoïdeus, eriçons de mar i ammonites.
La glaciació posterior a la fase del namurià facilitat una major despulla. El resultat és que Inis Oírr és un dels millors exemples d'un paisatge glacio-Karst al món. Els efectes de l'últim període glacial (el Midlandià) són més evidents, amb l'illa envaïda pel gel durant aquesta glaciació. L'impacte de l'anterior carstificació (erosió solucional) ha estat eliminat pel últim període glacial, pel que qualsevol carstificació es veu des de fa aproximadament 10.000 anys i el karst de l'illa carst és recent.
Els processos solucionals han ampliat i aprofundit els grykes del paviment de pedra calcària. Les línies preexistents de debilitat a la roca (juntes verticals) contribueixen a la formació d'extenses fissures separades per clints (paviment pla com lloses). La carstificació de la roca facilita la formació de drenatge subterrani.

## Clima i agricultura
L'illa té un clima inusualment temperat. Les temperatures mitjanes varien de 15 °C al juliol a 6 °C al gener. La temperatura del sòl no sol baixar dels 6 °C (a final de 2010 va registrar un període prolongat de neu, la primera que es recorda). La pastura creix una vegada que la temperatura s'eleva per sobre de 6 °C, cosa que significa que l'illa (com el veí Burren) té un dels estius més llargs d'Irlanda o la Gran Bretanya, i facilita una vegetació diversa i rica. A final de maig és l'època més assolellada, i també el millor moment per veure les flors, les gencianes i avens floreixen, però les espècies d'orquídies segueixen més tard.

## Flora i fauna
A l'illa hi ha plantes d'origen àrtic, mediterrani i alpí, a causa del medi ambient inusual. Igual que al Burren, les illes Aran són reconeguts pel seu notable conjunt de plantes i animals. Els grikes (esquerdes) proporcionen refugi humit en facilita així l'existència d'una gran varietat de plantes, inclòs arbustos nans. Als endrets on la superfície del paviment es va trencar en grava es poden trobar moltes plantes alpines o àrtiques. Però quan el paviment de pedra calcària està cobert per una capa prima de terra, s'hi veuen pegats d'herba intercalats amb plantes com la genciana i orquídies. Insectes notables presents inclouen la papallona Boloria euphrosyne, Tecla betulae, Euphydryas aurinia i Leptidea sinapis, les arnes Calamia tridens, Odontognophos dumetata i Zygaena purpuralis, i el sírfid Doros profuges.

## Història
Sant Caomhán, patró d'Inis Oírr, era el germà gran de Sant Kevin, fundador de Glendalough. L'illa té un castell medieval O'Brien construït damunt una antiga fortificació de pedra a la part superior del turó, i diverses ruïnes d'una església, incloent l'anomenada Teampall Chaomháin, que es troba descoberta anualment a mesura que el seu sòl és molt per sota del nivell de la sorra.
El vaixell de càrrega Plassey va naufragar davant Inis Oírr el 8 de març i va ser llançat per la marea alta a Carraig na Finise per les fortes onades de l'Atlàntic. Els illencs van rescatar tota la tripulació del vaixell sinistrat amb calçons boia —un esdeveniment capturat en una exhibició pictòrica al Museu Marítim Nacional de Dún Laoghaire al Comtat de Dublín.

## Llogarets
- Baile Thiar (poble de l'oest)
- Baile an Lurgain (poble de la badia de Lurgan)
- Baile an tSéipéil (poble de l'església)
- Baile an Chaisleáin (poble del castell)
- Baile an Fhormna (poble de la Formna)

## L'illa a les arts
L'illa va obtenir cert ressò a la televisió a la dècada del 1990 quan va aparèixer (junt amb el Plassey) als crèdits de la comèdia de situació Father Ted sota el nom fictici de Craggy Island. També és esmentada a la cançó 'The Return of Pan' del grup 'The Waterboys'.

## Galeria d'imatges

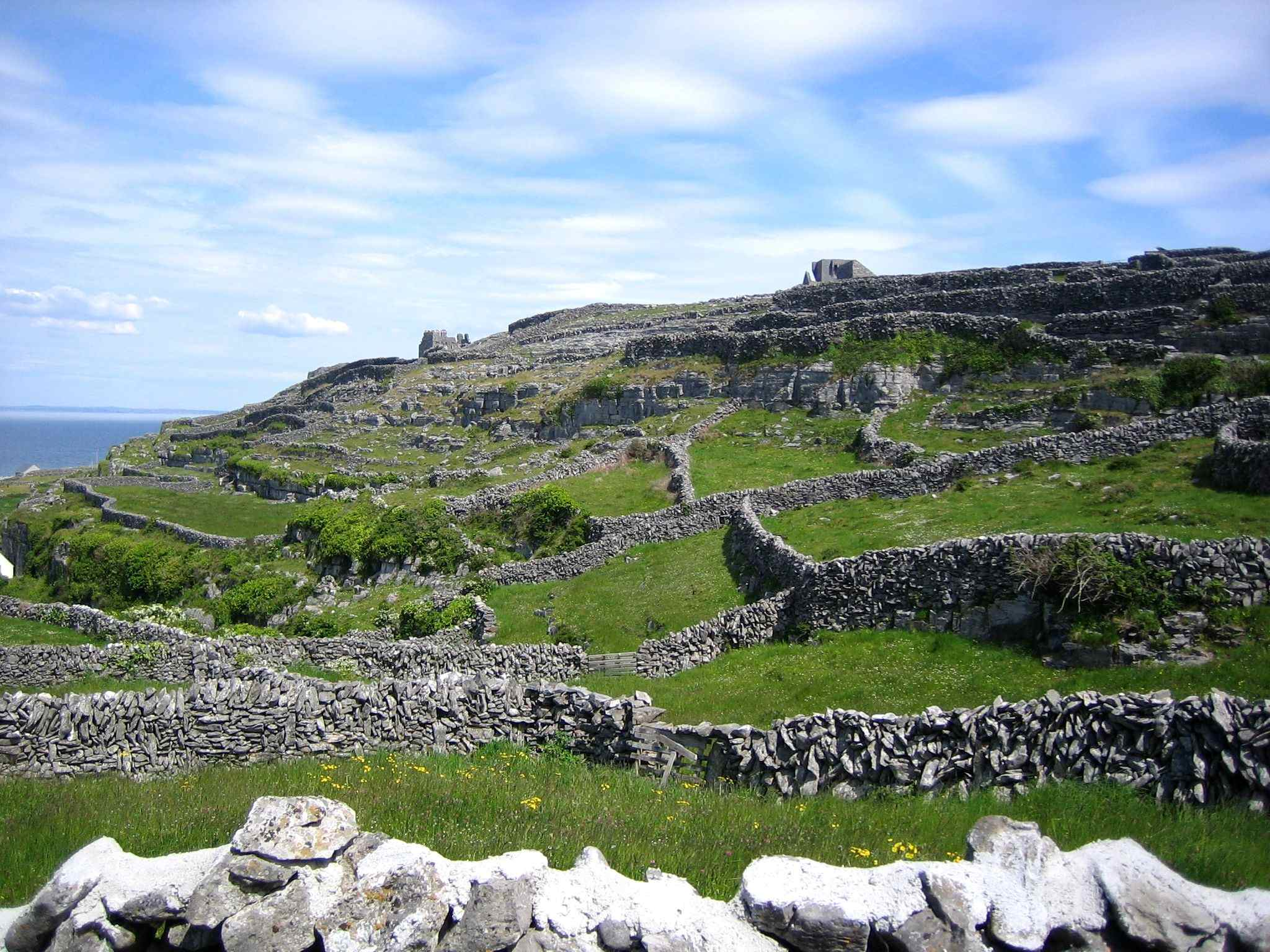
Restes del castell dels O'Brien
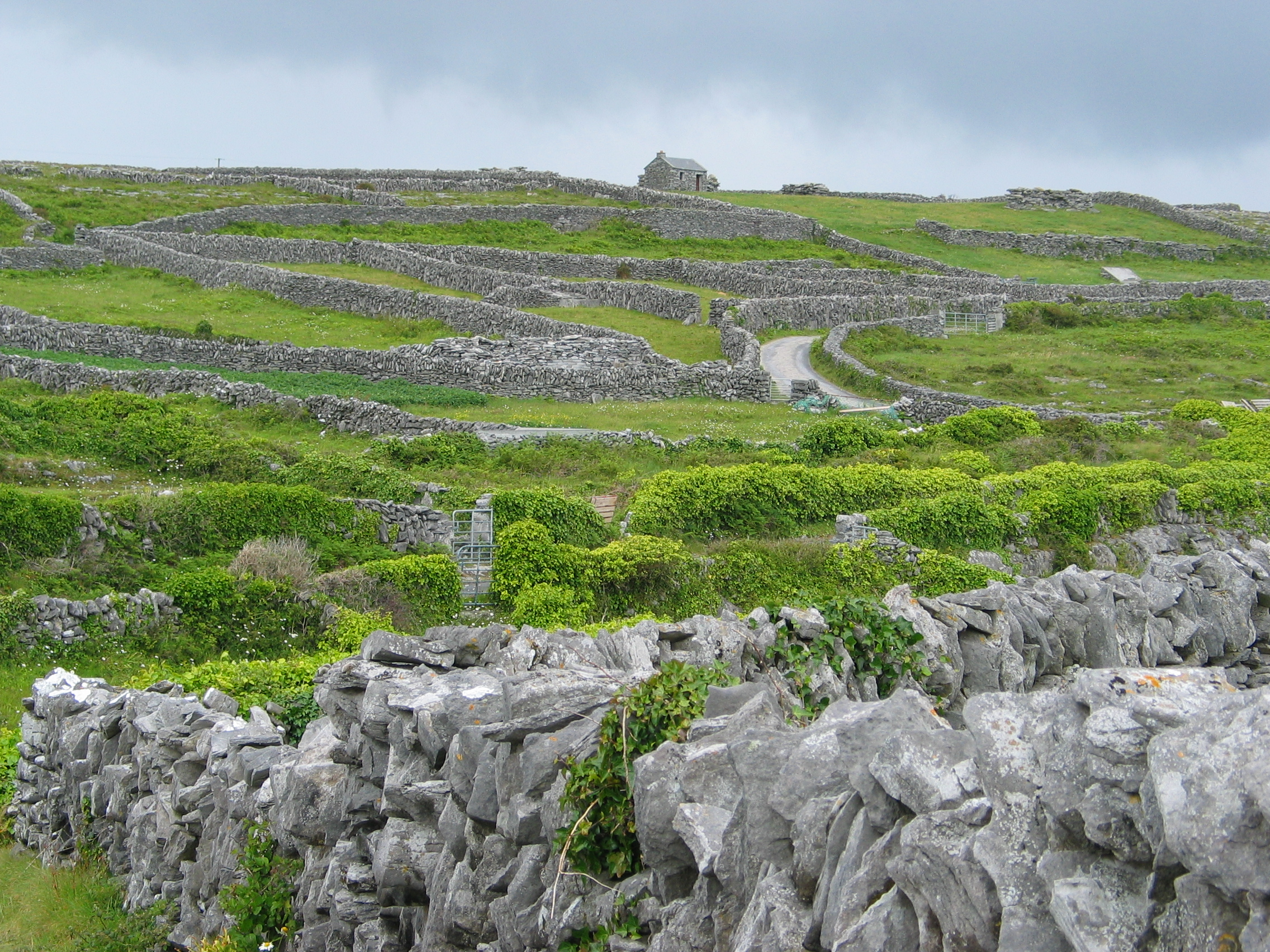
Paisatge típic
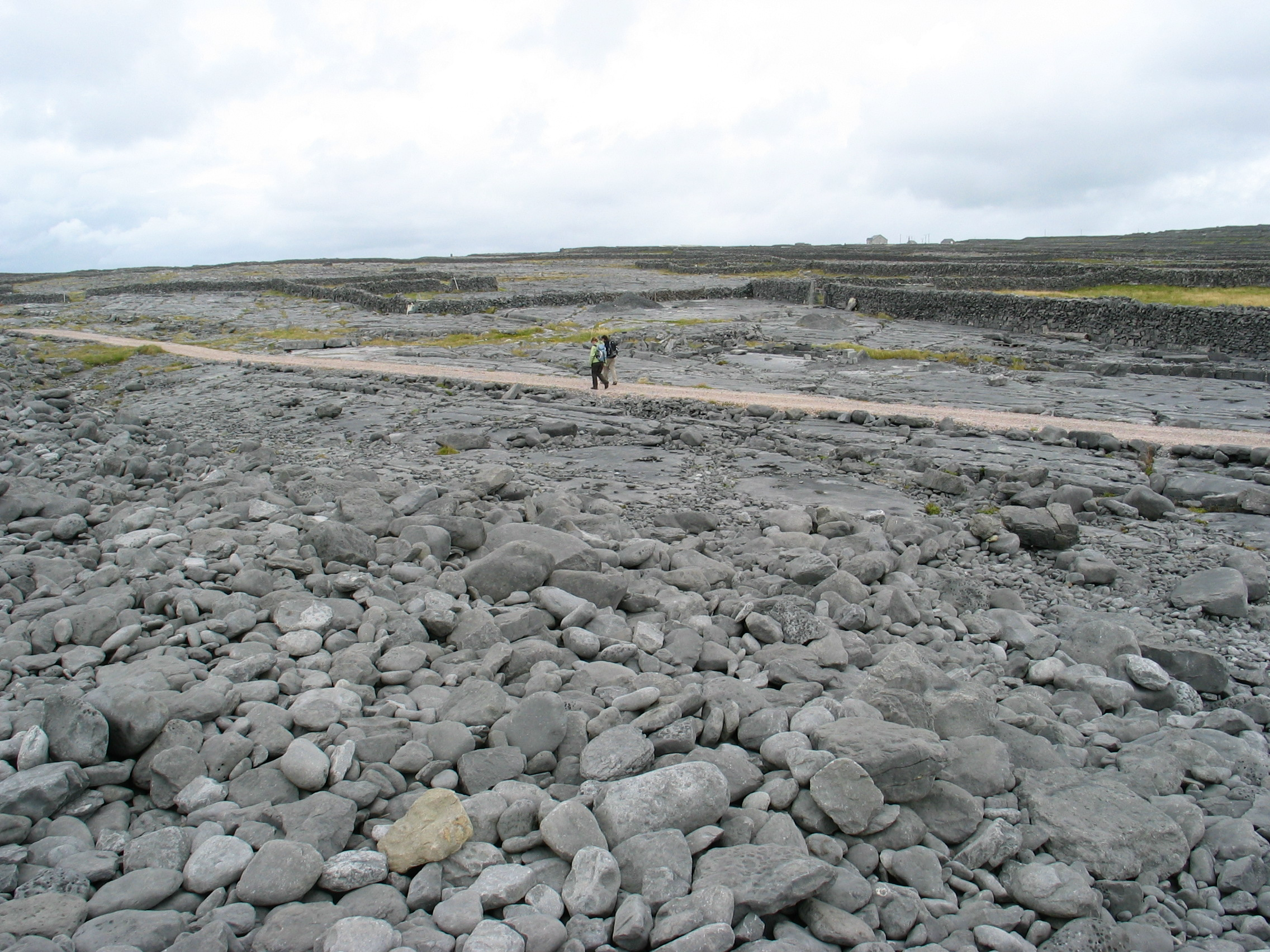
Costa occidental